# Holcotrochus scriptus
Holcotrochus scriptus är en korallart som beskrevs av Dennant 1902. Holcotrochus scriptus ingår i släktet Holcotrochus och familjen Turbinoliidae. Inga underarter finns listade i Catalogue of Life.